# Александрія (Київ)
«Александрія» (Київ)  — український жіночий футзальний та футбольний клуб з Києва, у 2002—2007 році виступав у Вищій лізі України.

## Історія
Футзальний клуб «Александрія» заснований 2002 року в Києві. У сезоні 2002/03 року команда вийшла до футзальної Вищої ліги, де зайняв восьме місце. У 2003 році взяла участь також у футбольній вищій лізі, але посіла передостаннє місце в групі. У наступному сезоні, 2003/04 років, команда піднялася на сьоме місце. У 2005 році став дев'ятим у підсумковій таблиці. У сезоні 2005/06 років знову взяв участь у Вищій лізі. У сезоні 2006/07 років зайняв шосте місце в чемпіонаті, а потім відмовився від подальших виступів у чемпіонаті.

## Клубні кольори, форма, герб, гімн
| Білий | Червоний |

Клубні кольори — білий та червоний. Футболістки зазвичай грають у свої домашні матчі в білих футболках, червоних шортах і білих шкарпетках.

## Досягнення
- Вища ліга України (футзал)
  - 6-те місце (1): 2006/07
- Вища ліга України (футбол)
  - 8-ме місце (1): 2003.

## Структура клубу

### Зала
Свої домашні матчі команда проводить в залі «Спартак», який знаходиться у Києві за адресою вул. Кириловська 105.

### Інші секції
Окрім основної команди в клубі функціонує дівоча та дитяча команда, яка виступає в міських турнірах.

### Дербі
- НУХТ (Київ)
- «Планета» (Київ)
- «СоцТех» (Київ)